# Ischnopoda constricta
Ischnopoda constricta är en skalbaggsart som först beskrevs av Wilhelm Ferdinand Erichson 1837.  Ischnopoda constricta ingår i släktet Tachyusa, och familjen kortvingar. Arten är reproducerande i Sverige.